# 张友尚
张友尚（1925年11月2日—2022年12月23日），男，湖南长沙人，中国生物化学与分子生物学家，中国科学院上海生物化学与细胞生物学研究所研究员。

## 生平
1948年毕业于浙江大学化工系，1961年中国科学院上海生物化学研究所研究生毕业。2001年当选为中国科学院院士。
2022年12月23日在上海病逝，享年97岁。